# Презла
Презле се састоје од мрвица хлеба разне сувоће, понекад са зачинима додатим због поховања хране, преливања тепсије, храњења живине, згушњавање динстане хране и прављење оштрог и хрскавог прелива за пржену храну попут Тонкатсуа и шницли. Јапанска сорта мрвица хлеба назива се панко.

## Врсте

### Суве презле
Суве презле се праве од сувог хлеба који је печен или препечен да би се уклонила већина преостале влаге, а може имати песковиту или чак пудерасту текстуру. Мрвице хлеба најлакше се добију уситњавањем кришки хлеба у мултипрактику, коришћењем челичне оштрице за прављење грубих мрвица или оштрицом решетке за израду финих мрвица. Кухињско ренде или сличан алат такође ће послужити.

### Свеже презле
Хлебови од којих се праве мекане или свеже мрвице хлеба нису баш толико суве, па су мрвице веће и дају мекшу превлаку, кору или надјев. Хлебне мрвице се такође односе на текстуру меког, унутрашњег дела векне хлеба, за разлику од коре или „коже“.

### Панко
Панко (ハ ン 粉) су врста пахуљастих презли која се користи у јапанској кухињи за спремање паниране и пржене хране, попут тонкацу котлета. Панко презле се праве од хлеба печеног у посебним рернама кроз које се пропушта електрична струја, што даје хлеб без коре, а затим млевењем хлеба настају мрвице. Изван Јапана, панко презле се све чешће користе и у азијским и у неазијским јелима, углавном због своје хрскавости и чињенице да упијају мању количину уља приликом пржења. Панко након панирања даје релативно грубу, хрскаву и прозрачну структуру. Често се користе за панирање плодова мора, а доступне су по специјализованим продавницама азијске хране, али и у многим великим супермаркетима.
Панко се производи широм света, посебно у азијским земљама, укључујући Јапан, Кореју, Малезију, Тајланд, Кину и Вијетнам.

#### Етимологија
Јапанци су први научили да праве хлеб од Европљана. Речハ ン 粉 (панко) изведена је из тигања, дајући нам реч за хлеб на јапанском (изведено од португалске речи „пао“ за хлеб) и - 粉 (-ко), јапански канџи означава „брашно“, „премаз "," мрвица "или" прах "повремено, када се користи као суфикс; (као у комеко, „пиринач у праху“, собако, „хељдино брашно“ и комугико, „пшенично брашно“).

## Поховање
Поховање (такође познато као дробљење ) је прехрамбени слој сувог зрна за комад хране направљен од мрвица хлеба или смеше за панирање са зачинима. Поховање је врло погодно за пржење, јер омогућава стварање оштрог слоја око хране. Смеше за панирање могу се правити од презле, брашна и зачина да би се предмет који се похује издубио пре кувања. Ако је предмет који треба да се похује превише сув да би се премаз лепио, ставка се прво може навлажити млаћеницом, сировим јајетом, средством за прање јаја или другом течношћу.
Панирање је у супротности са тестом, који је течни премаз на бази зрна за храну која даје глатку и финију текстуру, али која у целини може бити мекша.

## Галерија слика
- Панко презле са укусом паприке
- Панко беле презле
- ИАНС једноставне презле
- Панко на Тонкатсу-у
- Пржене шкампи са панко презлом
- Шкампи обложени панко презлом
- Хрскави хлеб са пилетином и кукурузом